# Uroxys deavilai
Uroxys deavilai är en skalbaggsart som beskrevs av Juan A. Delgado och Kohlmann 2007. Uroxys deavilai ingår i släktet Uroxys och familjen bladhorningar. Inga underarter finns listade i Catalogue of Life.